# Incontri internazionali di rugby a 15 di fine anno 1975
Nel rugby a 15 è tradizione che a fine anno (ottobre-dicembre) si disputino una serie di incontri internazionali che gli europei chiamano "Autumn International" e gli appassionati dell'emisfero sud "Springtime tour". In particolare le nazionali dell'emisfero Sud si recano in tour in Europa.

## Galles in Estremo Oriente
È un tour di una selezione non ufficiale.
| Hong Kong 10 settembre 1975 | Hong Kong | 3 – 57 | Galles XV |  |

| Osaka 21 settembre 1975 | Giappone | 12 – 56 | Galles XV | Hanazono |

| Tokyo 24 settembre 1975 | Giappone | 6 – 82 | Galles XV | Olympic |

## Argentina in Francia
Si aprono le porte dei "santuari" europei del rugby per gli Argentini
| Lione 19 ottobre 1975 | Francia | 29 – 6 | Argentina |  |

| Parigi 25 ottobre 1975 | Francia | 36 – 21 | Argentina | Parco dei Principi |

## Australia in Europa ed Usa
A cavallo tra il 1975 e il 1976 la Nazionale Australiana si reca in Europa per un Tour, che proseguirà anche con un match in terra americana. Obiettivo del test è quello di realizzare i cosiddetto "Grande Slam" battendo tutte e quattro le squadre britanniche. Fallirà miseramente con tre sconfitte su 4.
| Edimburgo 6 dicembre 1975 | Scozia | 10 – 3 | Australia | Murrayfield |

| Cardiff 20 dicembre 1975 | Galles | 28 – 3 | Australia | Arms Park |

| Londra 3 gennaio 1976 | Inghilterra | 23 – 6 | Australia | Twickenham |

| Dublino 17 gennaio 1976 | Irlanda | 10 – 20 | Australia | Lansdowne Road |

| Los Angeles 31 gennaio 1976 | Stati Uniti | 12 – 24 | Australia |  |

## Altri test
| Bree 28 settembre 1975 | Belgio | 24 – 7 | Assia |  |

| Copenaghen 1º ottobre 1975 | Danimarca | 6 – 10 | Belgio |  |

| Vanersborg 4 ottobre 1975 | Svezia | 3 – 0 | Belgio |  |

| Bruxelles 28 ottobre 1975 | Belgio | 0 – 56 | Northern Transvaal |  |

| Heidelberg 9 novembre 1975 | Germania Ovest | 12 – 24 | Francia XV |  |

| Hilversum 1975 | Paesi Bassi | 3 – 29 | Scozia XV |  |

| Berlino 1975 | Germania Est | 6 – 27 | Polonia |  |

| 1975 | Polonia | 73 – 0 | Germania Est |  |

| Hamilton (Bermuda) 1975 | Bermuda | 16 – 10 | Giamaica |  |

| Bangkok 1975 | Thailandia | 28 – 3 | Malaysia |  |

| Lusaka 1975 | Zambia | 18 – 15 | East Africa |  |